# Bonenkai
Um bōnenkai (忘年会, literalmente "reunião para esquecer o ano") é uma confraternização japonesa que ocorre no final do ano e é comemorado geralmente entre grupos de colegas de trabalho ou de amigos. A finalidade da confraternização, como seu nome implica, é esquecer as consternações e os problemas do ano passado, geralmente pelo consumo de grandes quantidades de álcool. Um bōnenkai não ocorre em nenhum dia específico, mas são realizados geralmente em dezembro.
 Bōnenkai  são observados por grupos de amigos ou colegas de trabalho ou patrocinados por uma empresa ou escritório de negócios para seus funcionários.  Bōnenkai  não fazem parte do ano novo shogatsu que dura até 3 de janeiro; eles são uma maneira de terminar o ano através de uma celebração de grupo. A tradição começou no século XV, durante o período Muromachi, como reuniões para agradecer. Naquela época, as partes eram conhecidas como  nōkai  (納 会, "grande conquista"). No século XVIII, eles se tornaram conhecidos como bōnenkai, ou festas de fim de ano.
Bōnenkai é visto como uma tempo para o bureikō (ou seja, deixar o cabelo solto e não se preocupar com o relacionamento formal entre patrão / empregado ou as divisões de posto e faixa etária).
Quando uma empresa decide ter um  bōnenkai , ela leva em consideração várias coisas antes de planejar uma festa. Algumas de suas preocupações são garantir que um número suficiente de funcionários e gerência participe. Eles também tentam estabelecer um custo generalizado de não mais que 5.000 ienes por pessoa; isso é usado para cobrir o custo da parte e para não desencorajar os funcionários de comparecerem a uma festa que é muito cara. Algumas empresas pagam todo o custo da festa e, às vezes, optam por não fazer a festa em um tradicional  izakaya  (restaurantes e locais de bebida onde a maioria dos bōnenkai  é realizada) e, em vez disso, tê-lo nas instalações da empresa e economizar muito dinheiro no processo.

## Etimologia
- Bonen - Despedida do Ano Velho.
- Kai - Reunião, Festa.